# Colineación
En geometría proyectiva, una colineación es una aplicación entre elementos uno a uno (una función biyectiva) de un espacio proyectivo en otro, o desde un espacio proyectivo en sí mismo, de manera que las imágenes de puntos colineales son ellas mismas colineales. Por lo tanto, una colineación es un isomorfismo entre espacios proyectivos, o un automorfismo desde un espacio proyectivo en sí mismo. Algunos autores restringen la definición de colineación al caso en que se trata de un automorfismo. El conjunto de todas las colineaciones de un espacio en sí mismo forman un grupo, llamado el grupo de colineación.

## Definición
De forma simplificada, una colineación es una aplicación uno a uno de un espacio proyectivo en otro, o de un espacio proyectivo sobre sí mismo, de modo que las imágenes de puntos colineales también son colineales. Se puede formalizar esta propiedad usando varias formas de presentar un espacio proyectivo. Además, el caso de la línea proyectiva es especial y, por lo tanto, generalmente se trata de manera diferente.

### Álgebra lineal
Para un espacio proyectivo definido en términos del álgebra lineal (como la proyectividad de un espacio vectorial), una colineación es una aplicación entre espacios proyectivos que es una función monótona con respecto a la inclusión de subespacios.
Formalmente, sea V un espacio vectorial sobre un campo K; y W un espacio vectorial sobre un campo L. Considérense los espacios proyectivos PG(V) y PG(W), que conforman los espacios vectoriales de V y W.
Se denominan D(V) y D(W) al conjunto de subespacios V y W, respectivamente. Una colineación de PG(V) sobre PG(W) es una aplicación α: D(V) → D(W), tal que:
- α es una biyección.
- A ⊆ B ⇔ α(A) ⊆ α(B) para todo A, B en D(V).[2]

### Axiomática
Dado un espacio proyectivo definido axiomáticamente en términos de una estructura de incidencia (un conjunto de puntos P, líneas L, y una matriz de incidencia I especificando qué puntos se encuentran en qué líneas, satisfaciendo ciertos axiomas), se define una colineación entre espacios proyectivos establecidos de esta manera como una función biyectiva f entre los conjuntos de puntos y una función biyectiva g entre los conjuntos de líneas, preservando la relación de incidencia.
Cada espacio proyectivo de dimensión mayor que o igual a tres es isomorfo a la proyectividad de un espacio lineal sobre un anillo de división, por lo que en estas dimensiones esta definición no es más general que la lineal-algebraica anterior, pero en la dimensión dos existen otros planos proyectivos, es decir, los planos no-Desarguesianos, y esta condición permite definir la colinealidad en dichos planos proyectivos.
Para la dimensión uno, el conjunto de puntos que se encuentran en una sola línea proyectiva define un espacio proyectivo, y la noción resultante de colineación es cualquier biyección del conjunto.

### Colineaciones de la línea proyectiva
Para un espacio proyectivo de dimensión uno (una línea proyectiva, la proyección de un espacio vectorial de dimensión dos), todos los puntos son colineales, por lo que el grupo de colineación es exactamente el grupo simétrico de los puntos de la línea proyectiva. Esto es diferente del comportamiento en dimensiones superiores, y por lo tanto se da una definición más restrictiva, especificada de modo que el teorema fundamental de la geometría proyectiva se mantenga.
En esta definición, cuando "V" tiene la dimensión dos, una colineación desde "PG"("V") a "PG"("W") es una aplicación α : D(V) → D(W), de modo que:
- El subespacio cero de V está aplicado al subespacio cero de W.
- V está aplicado a W.
- Hay una aplicación semilineal no singular β de V a W tal que, para todo v en V,

{\displaystyle \alpha (\langle v\rangle )=\langle \beta (v)\rangle }
Este último requisito garantiza que las colineaciones sean todas aplicaciones semilineales.

## Tipos
Los principales ejemplos de colineaciones son las transformaciones lineales proyectivas (también conocidas como homografías) y las colineaciones automórficas. Para los espacios proyectivos que provienen de un espacio lineal, el teorema fundamental de la geometría proyectiva establece que todas las colineaciones son una combinación de estos, como se describe a continuación.

### Transformaciones lineales proyectivas
Las transformaciones lineales proyectivas (homografías) son colineaciones (los planos en un espacio vectorial corresponden a líneas en el espacio proyectivo asociado, y las transformaciones lineales aplican planos a planos, luego las transformaciones lineales proyectivas aplican rectas a rectas), pero en general no todas las colineaciones son transformaciones proyectivas lineales. El grupo lineal proyectivo general es genéricamente un subgrupo propio del grupo de colineación.

### Colinelaciones automórficas
Una  colineación automórfica es una aplicación que, en coordenadas, es un automorfismo aplicado a las propias coordenadas.

## Teorema fundamental de la geometría proyectiva
Si la dimensión geométrica de un espacio proyectivo pappusiano es al menos 2, entonces cada colineación es el producto de una homografía (una transformación lineal proyectiva) y una colineación automórfica. Más precisamente, el grupo de colineación es el grupo proyectivo semilineal, que es el producto semidirecto de homografías por colineaciones automórficas.
En particular, las colineaciones de PG(2, R) son exactamente las homografías, ya que R no tiene automorfismos no triviales (es decir, Gal (R/Q) es trivial).
Supóngase que φ es una aplicación semilineal no singular de V en W, con la dimensión de V al menos tres. Defínase α : D(V) → D(W) diciendo que Zα = { φ(z) | z ∈ Z} para todo Z en D (V). Como φ es semilineal, se verifica fácilmente que esta aplicación esté correctamente definida, y más aún, ya que φ no es singular, es biyectiva. Ahora es obvio que α es una colineación. Se dice que α es inducida por φ.
El teorema fundamental de la geometría proyectiva establece la conclusión recíproca:
Supóngase que V es un espacio vectorial sobre un campo K con una dimensión de al menos tres, W es un espacio vectorial sobre un campo L, y α es un colineación desde PG(V) a PG(W). Esto implica que K y L son campos isomorfos, V y W tienen la misma dimensión, y existe una aplicación semilineal que induce α.
Para n ≥ 3, el grupo de colineación es el grupo proyectivo semilineal, PΓL - esto es PGL, trenzado por automorfismos; formalmente, el producto semidirecto PΓL ≅ PGL ⋊ Gal(K/k), donde k es la característica de K.

### Estructura lineal
Así, para un campo principal K ({\displaystyle \mathbb {F} _{p}} o {\displaystyle \mathbb {Q} }), se tiene que PGL = PΓL, pero para K no es un campo principal (como {\displaystyle \mathbb {F} _{p^{n}}} para n ≥ 2 o {\displaystyle \mathbb {C} }), el grupo lineal proyectivo es, en general, un subgrupo propio del grupo de colineación, que se puede considerar como el de "transformaciones que preservan una estructura semilineal proyectiva". Correspondientemente, el grupo cociente PΓL / PGL ≅ Gal(K/k) corresponde a las "elecciones de estructura lineal", siendo la identidad (punto de base) la estructura lineal existente. Dado un espacio proyectivo sin una identificación como la proyección de un espacio lineal, no hay isomorfismo natural entre el grupo de colineación y PΓL, y la elección de una estructura lineal (realizada como la proyección de un espacio lineal) corresponde a una elección del subgrupo PGL < PΓL , estas elecciones forman un torsor sobre Gal (K/k).

## Historia
La idea de recta se resumió en una relación ternaria determinada por puntos colineales. Según Wilhelm Blaschke, fue August Möbius el que primero abstrajo esta esencia de la transformación geométrica:
¿Qué significan nuestras transformaciones geométricas actualmente? Möbius rechazó y obvió esta pregunta ya en su Cálculo Baricéntrico (1827). Allí no habló de transformaciones sino de permutaciones [Verwandtschaften], cuando dijo que dos elementos extraídos de un dominio eran permutados cuando eran intercambiados por una ecuación arbitraria. En nuestro caso particular, ecuaciones lineales entre coordenadas de puntos homogéneos, Möbius llamó una permutación [Verwandtschaft] de ambos espacios de puntos, en particular, una "colineación". Esta significación sería cambiada más tarde por Chasles a homografía. La expresión de Möbius se comprende inmediatamente cuando se le sigue en que los puntos son llamados colineales cuando están en la misma línea. La designación de Möbius se puede expresar diciendo que los puntos colineales se aplican mediante una permutación a puntos colineales, o en lenguaje simple, las líneas rectas se mantienen rectas.
Los matemáticos contemporáneos ven la geometría como una estructura de incidencia sobre la que opera un automorfismo, una aplicación del espacio subyacente que conserva la incidencia. Tal aplicación permuta las líneas de la estructura de incidencia, y la noción de colineación persiste.
Como mencionaron Blaschke y Klein, Michel Chasles prefirió el término homografía a colineación. Se produjo una distinción entre los términos cuando se aclaró la diferencia entre el plano proyectivo real y la esfera de Riemann. Dado que no existen automorfismos de campo no triviales en el campo de los números reaes, todas las alineaciones son homogéneas en el plano proyectivo real. Sin embargo, debido al automorfismo de campo, no todas las alineaciones de la línea proyectiva compleja son homogéneas. En aplicaciones como los conjugados, donde el campo subyacente es el campo de los números reales, homografía y  colineación se pueden usar indistintamente.

## Anti-homografía
La operación de tomar el conjugado en el plano complejo equivale a un reflexión sobre la recta real. Con la notación z∗ para el conjugado de z, una antihomografía viene dada por
{\displaystyle f(z)={\frac {az^{*}+b}{cz^{*}+d}}.}
Por lo tanto, una antihomografía es la composición de una conjugación con una homografía, y también es un ejemplo de una colineación que no es una homografía. Por ejemplo, geométricamente, la aplicación {\displaystyle f(z)=1/z^{*}} equivale a la inversión de un círculo. Las transformaciones de inversión del plano se describen con frecuencia como la colección de todas las homografías y antihomografías del plano complejo.